# Монетный кризис в Германии XVII века
Монетный кризис XVII века (нем. Kipper- und Wipperzeit — дословно «Время сортирующих и взвешивающих») — массовая порча монет в государствах центральной Европы, которая привела к крупнейшей инфляции на территории Священной Римской империи. Выделяются два кризиса — большой (нем. große Kipperzeit), достигший своего пика в начале 1620-х годов, и малый (нем. kleine Kipperzeit), пик которого относится к периоду около 1680 года.

## Причины
К началу XVII века на территории Священной Римской империя действовал Аугсбургский монетный устав 1559 года с дополнением 1566 года. Он установил кёльнскую марку серебра в качестве валютного базиса, однако не привел к унификации и упрощению монетной системы империи. Предусматриваемая им монетная стопа в 9 талеров из одной марки становилась невыгодной при чеканке мелкой монеты. Если при чеканке из 100 марок (около 23 кг) серебра талеров можно было получить прибыль в 141⁄2 гульденов, чеканка из того же количества серебра обладавших более высокой стоимостью производства монет в 3 крейцера приводила к чистому убытку в размере 46 гульденов. Основной сложностью в этот период было отсутствие эффективной центральной власти. Священная Римская империя представляла собой неоднородное объединение курфюршеств, княжеств, графств, городов, епископств и прочих государственных образований, объединенных в имперские округа, одной из задач которых было следить за соблюдением монетного устава. Некоторые регионы (к примеру, Богемия, Моравия или Швейцария) входили в состав империи, но ни в один из округов.
В то время как растущая торговля требовала всё большего количества денежных средств, мировая добыча серебра неуклонно снижалась. Импортное серебро, в огромных количествах появившееся на рынке после открытия Нового Света в 1492 году, привело к закрытию многих серебряных шахт центральной Европы. Так, только в шахтах открытого в 1540 году месторождения Серро-Рико-де-Потоси в Перу в конце XVI века добывалось свыше 200 тонн серебра в год, в то время как общая добыча во всей Европе оценивалась в 20—30 тонн. В то же время в конце XVI века добыча в Америке начала сокращаться, что привело в 1607 году к банкротству Испании и последующему падению её крупнейшего кредитора — банкирского дома Фуггеров. Одновременно увеличивалось количество серебра, необходимого для торговли с Востоком. Если в 1600 году в Левант было экспортировано 26 тонн серебра, то в 1650-м — уже 52 тонны. Всё это привело к значительному росту цен на серебро на европейских рынках.

## Ход кризиса
К конце XVI века правители государств, предвидя в свете вызванного Реформацией и Контрреформацией нарастающего напряжения высокую вероятность войны, стремились увеличить свой военный бюджет. Основным методом получения средств от чеканки монет был сеньораж, напрямую зависевший от количества отчеканенных монет. В условиях недостатка серебра началась порча монеты — чеканка неполноценных монет с отступлением от установленного стандарта в отношении чистоты металла за счёт повышения примеси других металлов (чаще всего — меди). Низкопробные монеты вывозились за пределы отчеканивших их государств и обменивались на полновесные монеты старой чеканки или монеты более высокого достоинства (прежде всего — талеры). Эти монеты, в свою очередь, переплавлялись для чеканки следующих партий низкопробных денег. Процедура отделения (нем. kippen) полновесных от неполноценных монет проводилась с помощью весов (нем. Wippe), что и дало название периоду.
Высокая прибыль от такой деятельности привела к массовому строительству монетных дворов в отдельных государствах и городах. Ещё в 1603-4 годах была предпринята попытка ограничить количество монетных дворов в округе тремя или четырьмя (за исключением округов, на территории которых находились серебряные шахты), однако она была сорвана из-за сопротивления шести городов Нижнесаксонского округа (Любек, Гамбург, Росток, Бремен, Брауншвейг и Магдебург), каждый из которых обладал монетным правом. Успешное сопротивление введению этого ограничения позволило и другим городам, как обладавшим, так и не обладавшим монетным правом, начать строительство собственных монетных дворов. Только в одном Брауншвейге в 1620 году насчитывалось 17 монетных дворов, а в 1623-м — уже 40. Управление монетными дворами часто передавалось частным предпринимателям, которые сами занимались закупкой сырья и контролировали процесс чеканки. В отдельных случаях монетные дворы сдавались в аренду на короткий срок — вплоть до нескольких недель.
Одной из самых известных операций такого рода стала сдача в аренду самим императором Священной Римской империи Фердинандом II монетных дворов Богемии, Моравии и Нижней Австрии консорциуму, в который, среди прочих, входили князь Карл I фон Лихтенштейн и герцог Фридландский генерал Альбрехт фон Валленштейн. Пользуясь отчеканенными низкопробными деньгами, после победы императорских войск над протестантами в битве на Белой Горе Валленштейн выкупил около 60 поместий опальных протестантских дворян, что сделало его крупнейшим землевладельцем региона и позволило наладить регулярное финансирование своей армии во время Тридцатилетней войны, в то время как большинство других полководцев полагались только на военную добычу. В результате, даже после того, как консорциум выплатил императору за аренду по договору 6 миллионов гульденов по 60 крейцеров, вся операция принесла его членам огромную прибыль.
Курфюрсты и герцоги Саксонии чеканили низкопробные монеты практически всех номиналов вплоть до талера. Только курфюршество Саксония за 3 года отчеканило порченных монет на сумму в 12+1⁄2 миллионов гульденов. Герцог Фридрих Ульрих Брауншвейгский от чеканки на 32 монетных дворах получил прибыль в 2 миллиона талеров. Огромное количество низкопробных грошей, 24- и 12-крейцеровых монет были отчеканены на 17 монетных дворах обоих франкских маркграфств.
Снижение пробы серебра в мелких монетах и рост их количества привели к резкому падению их стоимости. Если в 1587 году за рейхсталер давали 69 крейцеров, то в 1607-м — уже 76, а в 1617-м — 90. С 1619 года скорость девальвации увеличилась (октябрь — 108 крейцеров, декабрь — 124), достигнув пика в 1621 году (январь — 140, июнь — 186, сентябрь — 270, ноябрь — 330). Весной 1622 года один рейхсталер в Вене стоил уже около 600 крейцеров. В этот период содержание серебра в монетах упало настолько сильно, что даже многие монеты с высоким номиналом состояли практически исключительно из меди.
К концу 1622 года, когда за рейхсталер давали уже свыше 1000 крейцеров, волна низкопробных денег затронула и князей. Собираемые ими налоги выплачивались практически исключительно такими монетами, что сокращало возможности князей по выплате жалования наёмникам в армии и чиновникам. Кроме того, как минимум в Верхней Саксонии многие монетные дворы прекратили работы, поскольку не могли больше найти рынков сбыта для своей продукции. В результате уже к 1623 году было решено вернуться к аугсбургскому монетному уложению 1559 года. Большинство низкопробных монет были запрещены, нелегальные монетные дворы закрыты, а договора аренды на легальные — расторгнуты. Установленный курс рейхсталера в 1 флорин и 30 крейцеров (90 крейцеров) продержался вплоть до 1669 года.
Тяжёлые экономические последствия Тридцатилетней войны и царившая в регионе инфляция привели к том, что некоторые курфюрсты попытались стабилизировать ситуацию с чеканкой разменных монет. Так, в августе 1667 года в цистерцианском монастыре Цинна под Берлином курфюрсты Бранденбурга и Саксонии подписали договор об использовании при чеканки мелких монет монетной стопы в 10+1⁄2 талеров из одной кёльнской марки. При этом для чеканки талеров продолжала использоваться имперская аугсбургская монетная стопа (с дополнениями 1566 года) в 9 талеров. В 1668 году к договору присоединилось герцогство Брауншвейг-Люнебург, которое стало использовать циннаевскую монетную стопу для чеканки монет в 2⁄3, 1⁄3 и 1⁄6 талера.